# Meet the Robinsons (jogo eletrônico)
 Disney's Meet the Robinsons é um jogo publicado pela Disney Interactive Studios e editado pela Buena Vista Games. O jogo tem múltiplos reviews.

## Versão Para o Console

### Enredo
O jogo começa quando o pai de Wilbur disse para Wilbur não mexer na máquina do tempo, enquanto ele viaja, Wilbur não parece perturbado. Logo, a máquina é roubada pela segunda vez pelo Cara do Chapeu-Coco e Wilbur persegue ele no passado. É aqui onde Wilbur acidentalmente derruba Stanley e Lizzie, interrompendo o fluxo do tempo no processo. Com os seus projetos em ruínas e os seus sonhos esmagados, um futuro alternativo desenvolve.
Carl diz para Wilbur voltar imediatamente para o futuro, percebendo que o seu mundo agora está sob o controle do perigoso Imperador Stanley e Rainha Lizzie.

### Jogabilidade
No jogo Wilbur tem 40 missões e seis locais diferentes, algumas das quais são revisitadas no filme. Blueprints Secretos permite ao jogador criar Trapaças diferentes e Extras, usando Transmogrifier de Cornelius Robinson. Esta máquina cria itens com Base nos componentes que Wilbur coleta durante a sua aventura. A Breakoutjogo como é chamado Chargeball tanto no jogo em si e como uma opção de jogo extra. Chargeball diferentes "mapas" pode ser encontrados em todo o jogo.

## Versão Para Game Boy Advance

### Enredo
Depois de Lewis retornar ao passado e se preparar para sua nova vida, Wilbur chega de volta para casa e descobre que sua casa foi invadida por centenas de Mini-Doris. Ele descobre que a Mini-Doris, que pousou na cabeça de Frank e que foi capturada, fez a sua maneira das Indústrias Robinson começar a clonar a si mesma. Wilbur viaja de volta para o passado na esperança de que Lewis será capaz de ajudá-lo novamente, uma oferta que Lewis está relutante em tomar.

### Jogabilidade
Exclusivamente desenvolvido para o Game Boy Advance, o Climax Entertainment possui um enredo completamente diferente e usa uma mistura de deslocamento natural, visto do topo, e os níveis de voo (para a Maquina do Tempo) por toda parte. Tanto Lewis e Wilbur são capazes de criar e ativar várias invenções diferentes encontrando peças em todo os níveis.
Os eventos do jogo ocorrem imediatamentedepoisdo filme, e não antes, como na Versão para Console. Inexplicavelmente, este é também o únicoA Família do Futuro, que apresenta Lewis como personagem jogável principal. Devido às limitações do Game Boy Advance, nenhuma voz de ação é apresentado.

## Versão para Nintendo DS
A versão para Nintendo DS é um jogo de tiro em terceira pessoa com uma versão simplificada do enredo do console, com elementos de jogo familiar, tais como a luva de carga, bem como da inclusão exclusiva. Segue a versão do console em quatro mundos diferentes: Egito, Lizzy, Stanley e, finalmente, a robótico Bowler Hat Guy's hat-Doris, que garante uma batalha final para o futuro. A versão para Nintendo DS também inclui chargeball bem, assim como a versão para console.